# Château d'Alton
Le château d'Alton est un château de style néogothique, situé sur une colline au-dessus de la vallée de Churnet, dans le village d'Alton, dans le Staffordshire, en Angleterre. Le site est fortifié en bois depuis l'époque saxonne, avec un château en pierre datant du XIIe siècle. Le château actuel est construit au milieu du XIXe siècle par John Talbot, 16e comte de Shrewsbury, d'Alton Towers, à proximité. Depuis 1967, le château est classé monument historique de catégorie I. C'est également un monument antique classé.

## Histoire
Le château d'Alton est construit en pierre par Bertram III de Verdun sur un précipice rocheux surplombant la rivière Churnet au XIIe siècle. Cependant le site a été fortifié en bois depuis l'époque saxonne. Le château est également mentionné dans les documents historiques sous les noms d'Alton, Alverton ou Aulton. Le château du XIIe siècle a une guérite ajoutée au début du XIVe siècle, et est ensuite considérablement reconstruit au XVe siècle. Il est ensuite endommagé pendant la guerre civile.
À partir de 1442, le château appartient aux comtes de Shrewsbury, qui, depuis le début du XIXe siècle, élisent domicile à proximité d'Alton Towers. Au milieu du XIXe siècle, le château est en grande partie en ruines. John Talbot, 16e comte de Shrewsbury, charge l'architecte catholique Augustus Pugin, qui travaille déjà pour le comte à Alton Towers, de construire un nouveau château/ maison de campagne gothique sur le site. La plupart des ruines du XIIe siècle sont démolies pour faire place au nouveau bâtiment conçu pour ressembler à un château médiéval construit par les croisés anglais des chevaliers de l'ordre teutonique en Allemagne. Le comte charge également Pugin de développer les environs de la colline du château. Une « réplique d'un hôpital médiéval, une salle des corporations et un presbytère » sont construites ; dédiés à saint Jean-Baptiste, les bâtiments servent d'église et d'hôpital (hospices) et sont conçus pour subvenir aux besoins et aux soins des pauvres de la paroisse. L'église sert également d'école pour les enfants pauvres de la région.
On ne sait pas pourquoi le 16e comte fait reconstruire le château. Il était peut-être destiné au cousin du comte et éventuel successeur, Bertram Talbot (17e comte de Shrewsbury) ; ou il peut avoir été destiné à servir de maison de dot pour la femme du comte, s'il devait décéder avant elle. Vers la fin de la construction du château, le comte suggère que le château pourrait être une maison pour les prêtres, mais Pugin est « farouchement contre cette idée ».
Le site est repris par les Sœurs de la Miséricorde en 1855 et le presbytère devient leur couvent. Le château reste une résidence privée jusqu'en 1919, date à laquelle les Sœurs de la Miséricorde l'achètent pour 3 500 £ pour agrandir leur internat. L'école ferme ses portes en 1989 et le château reste vide jusqu'en 1996.
En 1996, il est transformé par l'archidiocèse de Birmingham en centre de retraite catholique pour les jeunes.